# Archidiocèse de Douala
L'Archidiocèse de Douala est une juridiction de l'Église catholique romaine au Cameroun, dont le titulaire est actuellement Mgr Samuel Kleda. Son siège est à la cathédrale Saint-Pierre-et-Saint-Paul de Douala.

## Histoire
La préfecture apostolique de Douala a été créée le 31 mars 1931 par détachement du vicariat apostolique du Cameroun. Elle est érigée elle-même en vicariat apostolique le 27 mai 1932.
Enfin, il est érigé en évêché le 14 septembre 1955, puis en archevêché le 18 mars 1982.

## Archevêques de Douala
- Liste des évêques et archevêques de Douala

## Paroisses
Le diocèse est organisé en dix doyennés et zones pastorales.

### Doyenné Wouri I
Elle compte sept paroisses :

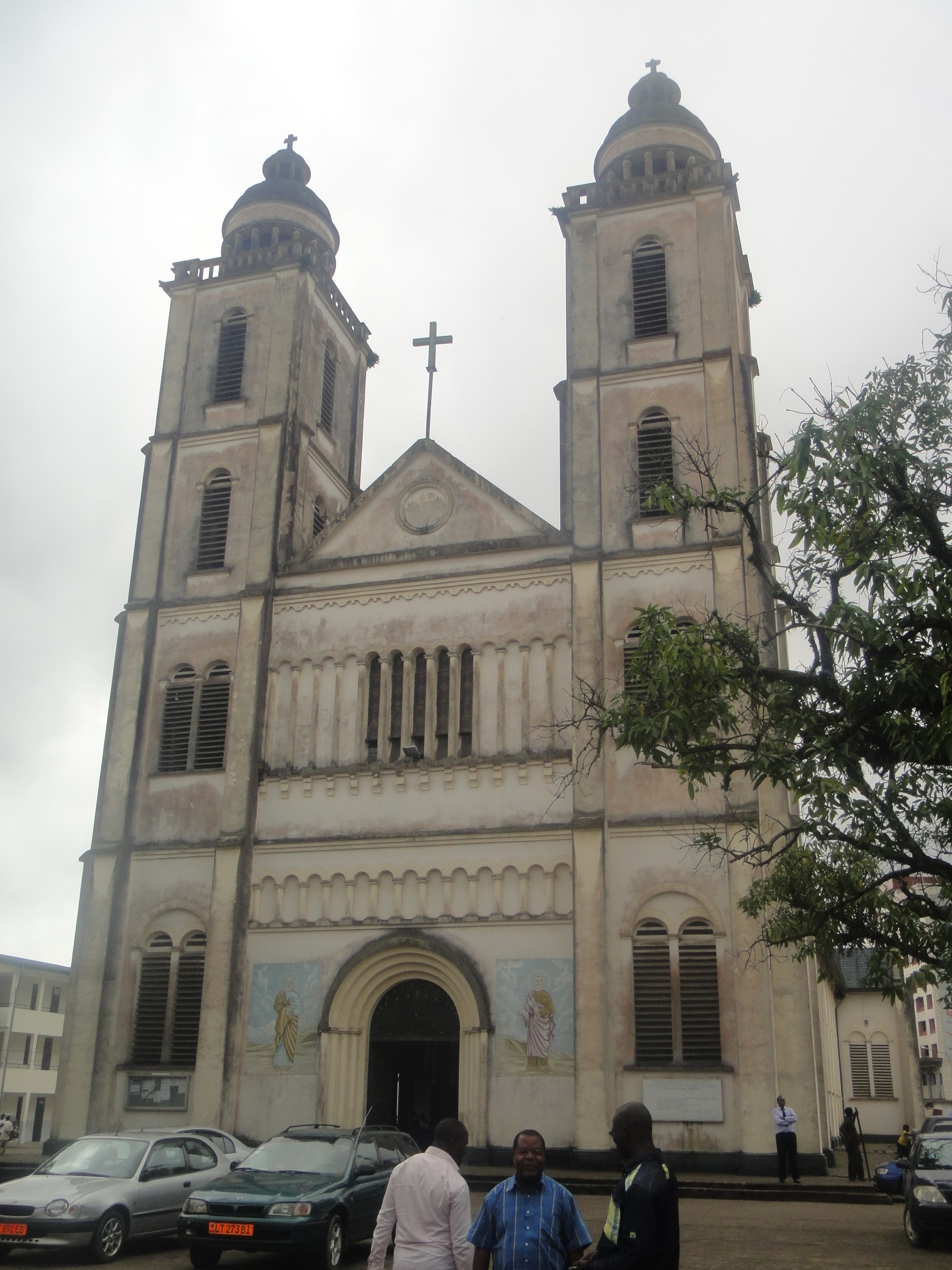
Cathédrale Saint-Pierre-et-Saint-Paul

- Cathédrale Saints-Pierre-et-Paul, fondée en 1898, quartier Bonadibong
- Sainte-Anne de Nkongmondo, fondée en 1955
- Saint-Dominique-Savio, fondée en 1964, Bonapriso
- Notre-Dame-du-Mont-Carmel, fondée en 1983, Congo
- Sainte-Trinité (Holy Trinity), fondée en 1983, Congo
- Saint-André de Manoka
- Saint-Ignace-d'Antioche de Youpwé

### Doyenné Wouri II
Elle compte six paroisses :

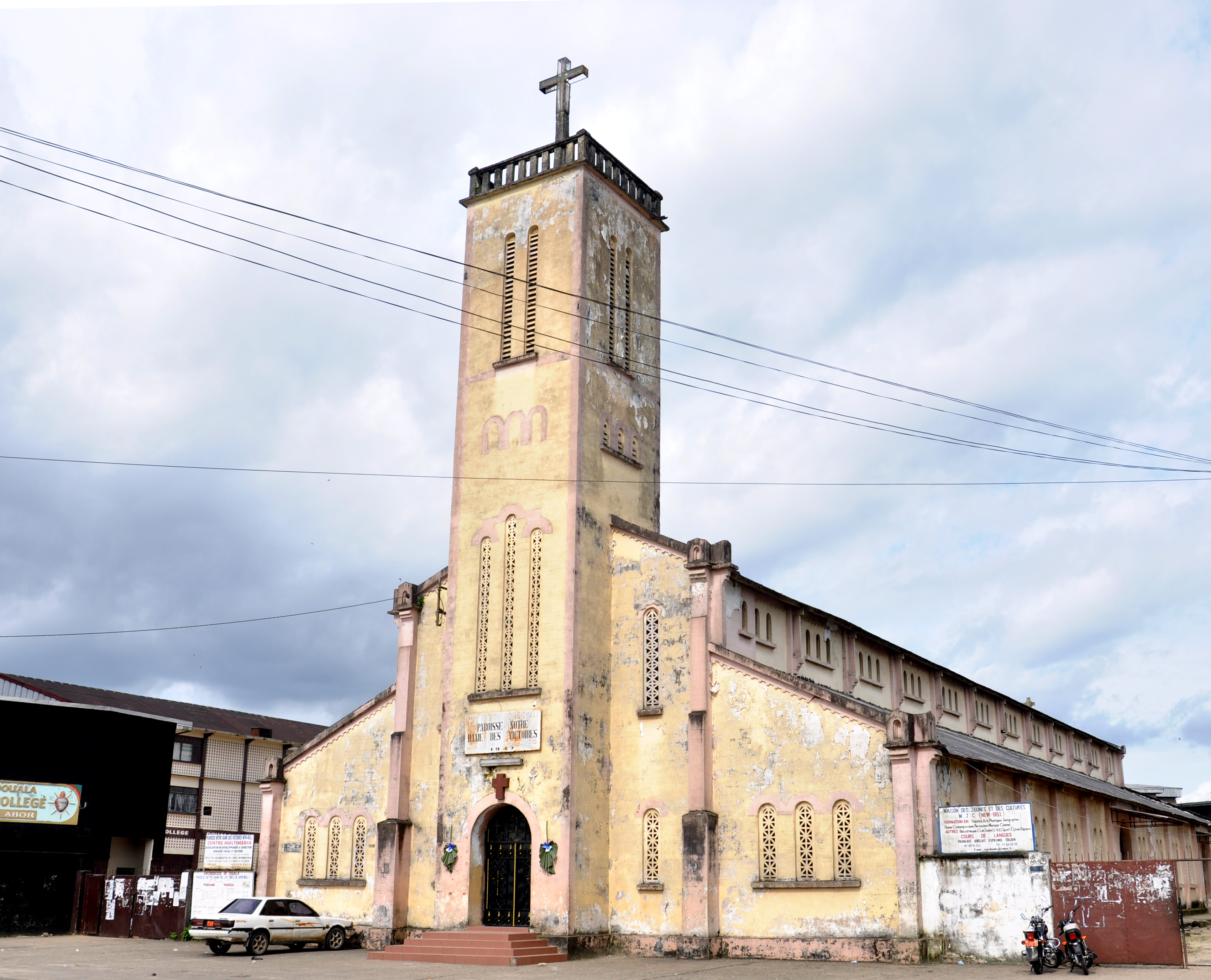
Eglise Notre-Dame des Victoires de New Bell

- Notre-Dame-des-Victoires, fondée en 1947, New Bell I
- Sacré-Cœur, fondée en 1956, New Bell II
- Notre-Dame-des-Sept-Douleurs, fondée en 1956, New Bell III
- Saint-Paul de Nylon, fondée en 1970
- Saint-Luc, fondée en 2010, New Bell Source

### Doyenné Wouri III
Elle compte six paroisses :
- Christ-Roi, fondée en 1961, Cité SIC de Bassa
- Saint-Esprit, Bépanda
- Saint-Charles-Lwanga, Maképé Yonyong
- Saint-Sacrement, Ndogbong
- Saint-Thomas-d'Aquin, fondée en 2002, Université de Douala
- Saint Mathias, fondée en 2013, Bonamoussongo

### Doyenné Wouri IV
Elle s'étend sur les arrondissements Douala I et Douala V, elle compte neuf paroisses :
- Sainte-Monique de Cité-Sic Makèpè, siège de doyenné
- Saint-Jean de Deïdo, fondée en 1898,
- Saint-Ambroise de Sable,
- Notre-Dame-de-l’Annonciation de Bonamoussadi,
- Saint-François-d’Assise de Kotto,
- Christ-Sauveur de Banguè,
- Saint-Barthélémy de Logbessou,
- Saint-Basile de Logpom,
- Sainte-Marie-Madeleine de Logpom-Plateau

### Doyenné Wouri V
Elle est divisée en six paroisses :
- Saint-Victor, Sodikombo
- Saint-Thomas, PK 10
- Sainte-Thérèse-de-l'Enfant-Jésus
- Saint-Pie-X, PK 14
- Sainte-Épiphanie, PK 21
- Saints-Anges, Massoumbou

### Doyenné Wouri VI
Elle est divisée en sept paroisses :
- Saint-François-Xavier, Oyack
- Pentecôte, New-Town Aéroport
- Sainte-Trinité, Bilongué
- Toussaint, Soboum
- Saint-Thaddée, Bobongo
- Sainte Agnès de Dakar
- Sainte Agathe du Bois des Singe

### Doyenné Wouri VII
- Sainte-Famille de la zone de recasement
- Marie-Reine-des-Apôtres de NdogPassi III
- Saint-Augustin de Nyanka
- Saint-Jacques de Logbaba
- Sacré-Cœur de Ndog Passi II
- saint clément de Nyalla Campo

### Doyenné Wouri VIII
Elle compte 13 paroisses :
- Saint-Louis, Bonabéri
- Notre-Dame de l'Amour, Ngwelé
- Saint Grégoire, Ndobo
- Saint Joseph, Bonendalé
- Saint-Pierre de Grand Hangar
- Saint Gabriel Archange de Mpanjo
- Saint Philippe du Quartier bilingue
- Notre-Dame du Rosaire de Mambanda
- Saint-Thimothée de Sodiko-Ville
- Saint Jean XXIII de Minkwele
- Saint Raphaël archange de Bojongo
- Saint Bonaventure de towoh
- Saint kisito de sodiko village

### Doyenné Wouri IX
Elle compte 11 paroisses :
- Saint Jean Marie Vianney de Beedi-Malangue
- Saint Marc, cité des palmiers
- Saint Simon le Zélote de Kondi, pk8
- Saint Matthieu de ndong-mbe
- Saint Michel Archange de Nyalla
- Saint Bernard de Nyalla Nkembe
- Notre Dame des Lourdes de Japoma
- Saint Hippolyte de la Cité Chirac
- Saint Corneille de Nkolmbong
- Saint Justin de Yassa
- Saint Cyprien de Mbanga Bakoko

### Doyenné Wouri X
- Jésus-le-Bon-Pasteur de Boko
- Saint Guido-Maria-Conforti de Boko
- Saint-Jude de Ngodi Bakoko
- Saint Joseph de NdogPassi
- Saint-Irénée de Mbanga Pongo
- Saint-Jean-Baptiste de Mbwang Bakoko